# Strypa
La Strypa est une rivière ukrainienne, affluent en gauche du Dniestr. Elle est longue de 147 km avec un bassin-versant de 1 610 km2.